# Svínavatn (Svínadalur)
Svínavatn – jezioro w północno-zachodniej Islandii, w gminie Húnavatnshreppur, w regionie Norðurland vestra. Leży na południe od Blönduós. Po Hóp największe w rejonie Húnaþing. Jego powierzchnia wynosi 12 km². Ma ok. 10 km długości i 1–2 km szerokości; głębokość sięga 30 m. Z jeziora wypływa rzeka Fremri-Laxá, która później uchodzi do jeziora Laxávatn, położonego 3,8 km od Svínavatn.
Na południowym końcu jeziora znajduje się osada o tej samej nazwie.
W jeziorze Svínavatn można łowić pstrągi.